# Ronaldo (1946–2020)
Ronaldo, właśc. Ronaldo Gonçalves Drummond (ur. 11 sierpnia 1946 w Belo Horizonte, zm. 9 czerwca 2020 tamże) – piłkarz brazylijski, występujący podczas kariery na pozycji napastnika.

## Kariera klubowa
Ronaldo karierę piłkarską rozpoczął w klubie Cruzeiro EC w 1961 roku. W 1964 roku przeszedł lokalnego rywala – Atlético Mineiro. W Atlético Mineiro 8 sierpnia 1971 w zremisowanym 1-1 meczu derbowym z Amériką Belo Horizonte Ronaldo zadebiutował w lidze brazylijskiej. Z Atlético Mineiro zdobył mistrzostwo Brazylii w 1971 oraz mistrzostwo stanu Minas Gerais – Campeonato Mineiro w 1970 roku. Łącznie w barwach Galo rozegrał 270 mecze, w których strzelił 66 bramek.
W latach 1972–1975 Ronaldo występował w SE Palmeiras. Z Palmeiras dwukrotnie zdobył mistrzostwo Brazylii w 1972 i 1973 oraz trzykrotnie mistrzostwo stanu São Paulo – Campeonato Paulista w 1972, 1973 i 1974 roku. Łącznie w barwach Palmeiras rozegrał 185 meczów, w których strzelił 29 bramek. W 1975 roku krótko był zawodnikiem Santosu FC.
Ostatnim klubem w karierze Ronaldo było Cruzeiro, w którym zakończył karierę w 1978 roku. W Cruzeiro 27 października 1976 w wygranym 1-0 meczu z Londrina EC Ronaldo po raz ostatni wystąpił w lidze. Ogółem w latach 1971–1976 w lidze brazylijskiej wystąpił w 110 meczach, w których strzelił 19 bramek. Z Cruzeiro zdobył Copa Libertadores 1976. Ronaldo wystąpił we wszystkich trzech meczach finałowych z River Plate, w ostatnim meczu strzelając jedną z bramek.

## Kariera reprezentacyjna
Ronaldo w reprezentacji Brazylii zadebiutował 19 grudnia 1968 w wygranym 3-2 towarzyskim meczu z reprezentacją Jugosławii. W tym meczu Ronaldo w 53 min. ustalił wynik meczu. Był to jedyny jego występ w reprezentacji.